# Listă de scriitori români - W

## Scriitori români - W
| - Weinboim, Menahem | - Winterhalder, Eric |  |